# Hafeir al-Fouqa
Hafeir al-Fouqa (tiếng Ả Rập: حفير الفوقا) là một ngôi làng của Syria ở huyện Al-Tall của tỉnh bang Dimashq. Theo Cục Thống kê Trung ương Syria (CBS), Hafeir al-Fouqa có dân số 3,441 trong cuộc điều tra dân số năm 2004. Cư dân của nó chủ yếu là người Hồi giáo Sunni.